# Clínica Santa Lucía
La  Ex Clínica Santa Lucía fue un centro de detención y tortura chilena a cargo de la Dirección de Inteligencia Nacional (DINA) durante la dictadura militar del general Augusto Pinochet (1973-1990). El inmueble está ubicado en la calle Santa Lucía N.º 162 (frente al cerro del mismo nombre) en pleno centro de la comuna de Santiago. En 1972 la casona fue comprada para funcionar como sede del Movimiento de Acción Popular Unitaria (MAPU). Tras el golpe militar de 1973 es expropiada y pasa a constituirse en la clandestinidad como clínica.
Actualmente el edificio aloja a la Comisión Chilena de Derechos Humanos, y tiene la categoría de Monumento Histórico.

## Arquitectura y usos del edificio

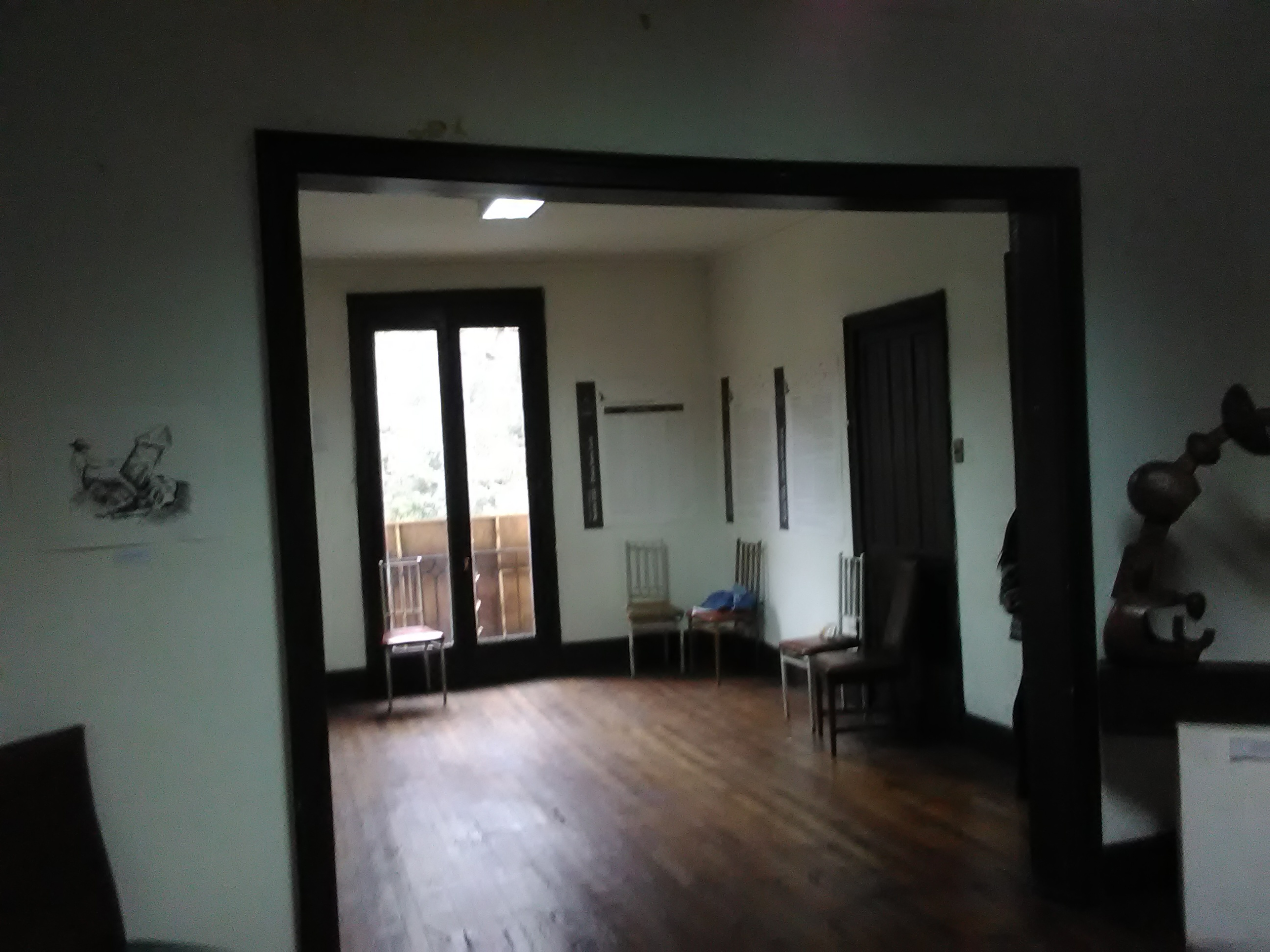
Salón del Museo Clínica Santa Lucía.

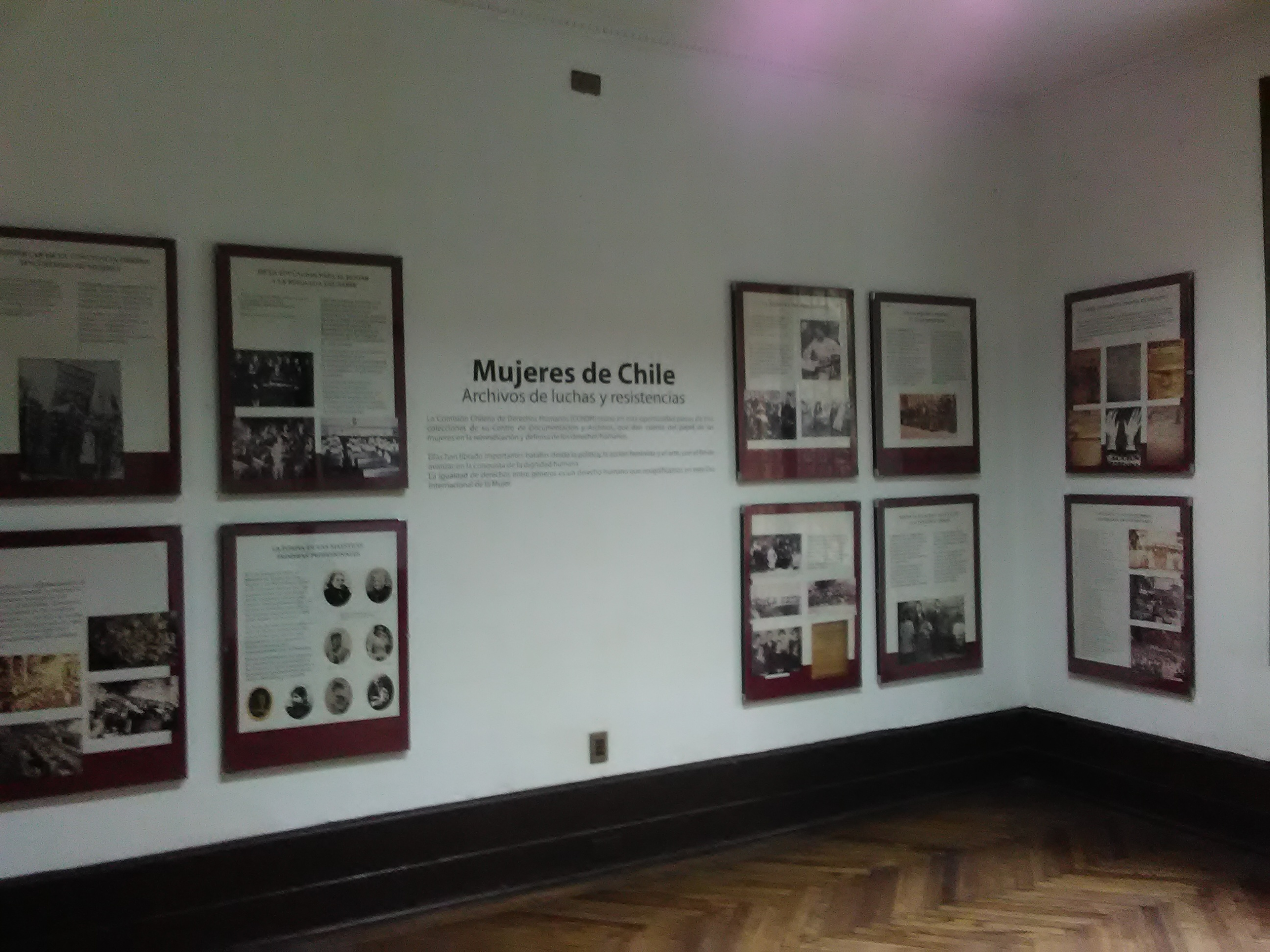
Salón del Museo dedicado a la lucha de las mujeres en la Historia de Chile.

El inmueble fue diseñado en 1934 por el arquitecto Alberto Cruz Montt, en un estilo ecléctico de inspiración gótica, como parte de un conjunto habitacional con fachadas discontinuas que llegaba hasta la calle Agustinas, frente al cerro Santa Lucía. Posee cuatro pisos más un altillo, vistosos antepechos en las ventanas con motivos ornamentales de tipo mudéjar en rehundidos en forma de cruz y óculos ciegos en forma de tetra lóbulo, mientras que su puerta de acceso posee un arco Tudor. Sus balcones están soportados con dos ménsulas con decoración y las ventanas del último piso cuentan con un frontón triangular decorativo de líneas rectas.
En 1972, el Movimiento de Acción Popular Unitaria adquirió el edificio para utilizarlo como sede del Regional Metropolitano y de la Dirección Nacional del partido. En 1973, tras el golpe de Estado, fue allanado por las fuerzas de seguridad y orden, pasando a ser propiedad estatal en virtud de un decreto de la Junta de Gobierno, siendo utilizado por agentes de la dictadura hasta 1997, como infraestructura de apoyo sanitario, médico y logístico de los centros de detención y tortura de la Región Metropolitana, como la Venda Sexy, el Cuartel Yucatán, el Cuartel Terranova, Cuartel Ollagüe y Tres y Cuatro Álamos. En abril de 1974 fue utilizado por la agente de la DINA Íngrid Olderöck como dormitorio de la sección femenina de agentes en formación. Entre octubre de ese año y 1977, funcionó simultáneamente como clínica para el personal de la DINA y sus familiares, centro de detención y tortura, archivo y centro de documentación.

## Funcionamiento de la Clínica

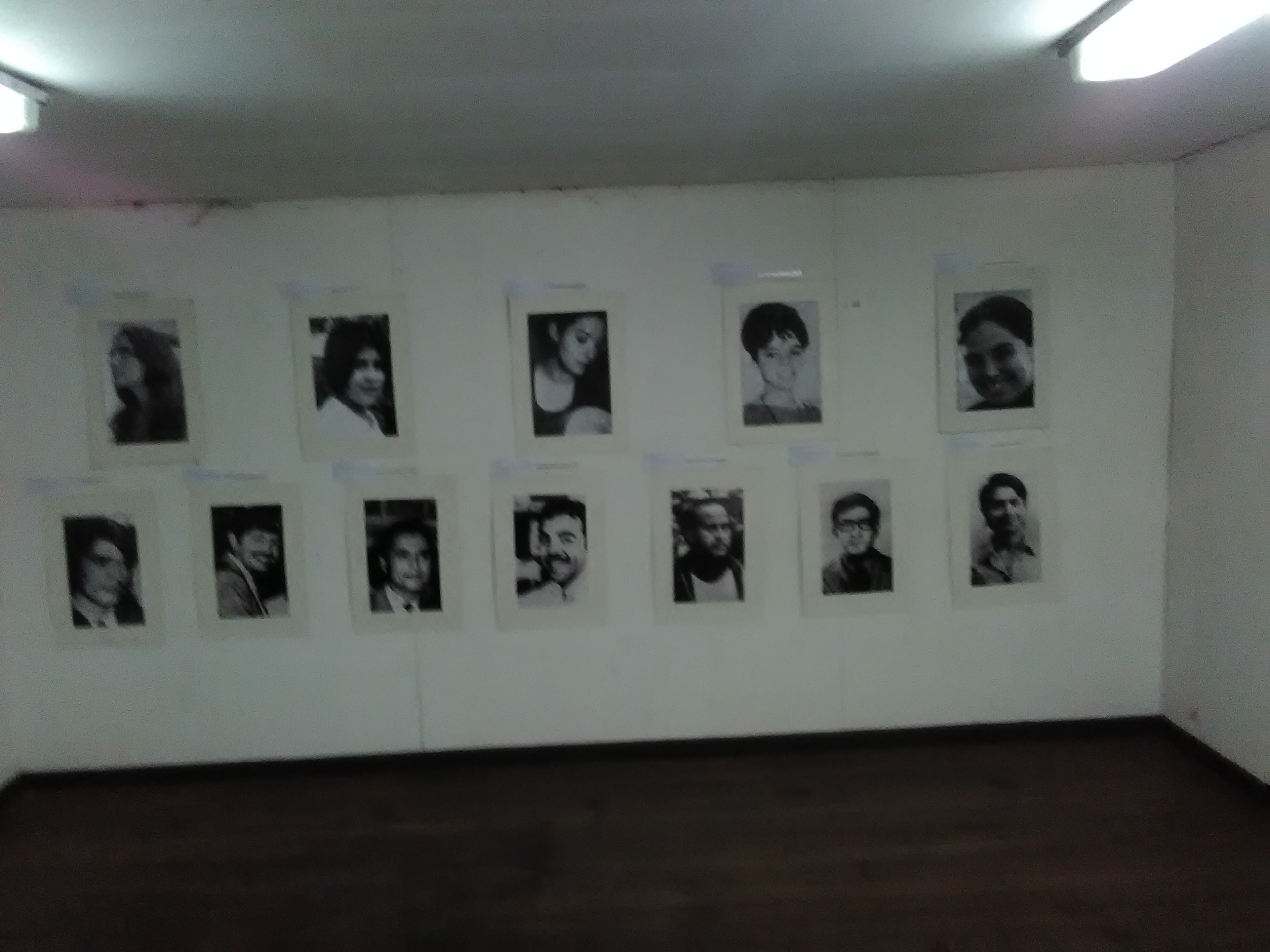
Salón del Museo Dedicado a las personas que fueron asesinadas o se perdió rastro en el interior de la clínica

De acuerdo al testimonio de los detenidos, los llevaban a esa clínica para recibir tratamiento luego de haber sufrido torturas. Permanecían vendados, amarrados a la cama, sometidos a amenazas y a presión psicológica. El objetivo del tratamiento médico era mantenerlos con vida para continuar con las torturas. Los detenidos llegaban habitualmente desde otros centros de detención. El recinto funcionó también como clínica privada para algunos miembros de la DINA y sus familiares.    

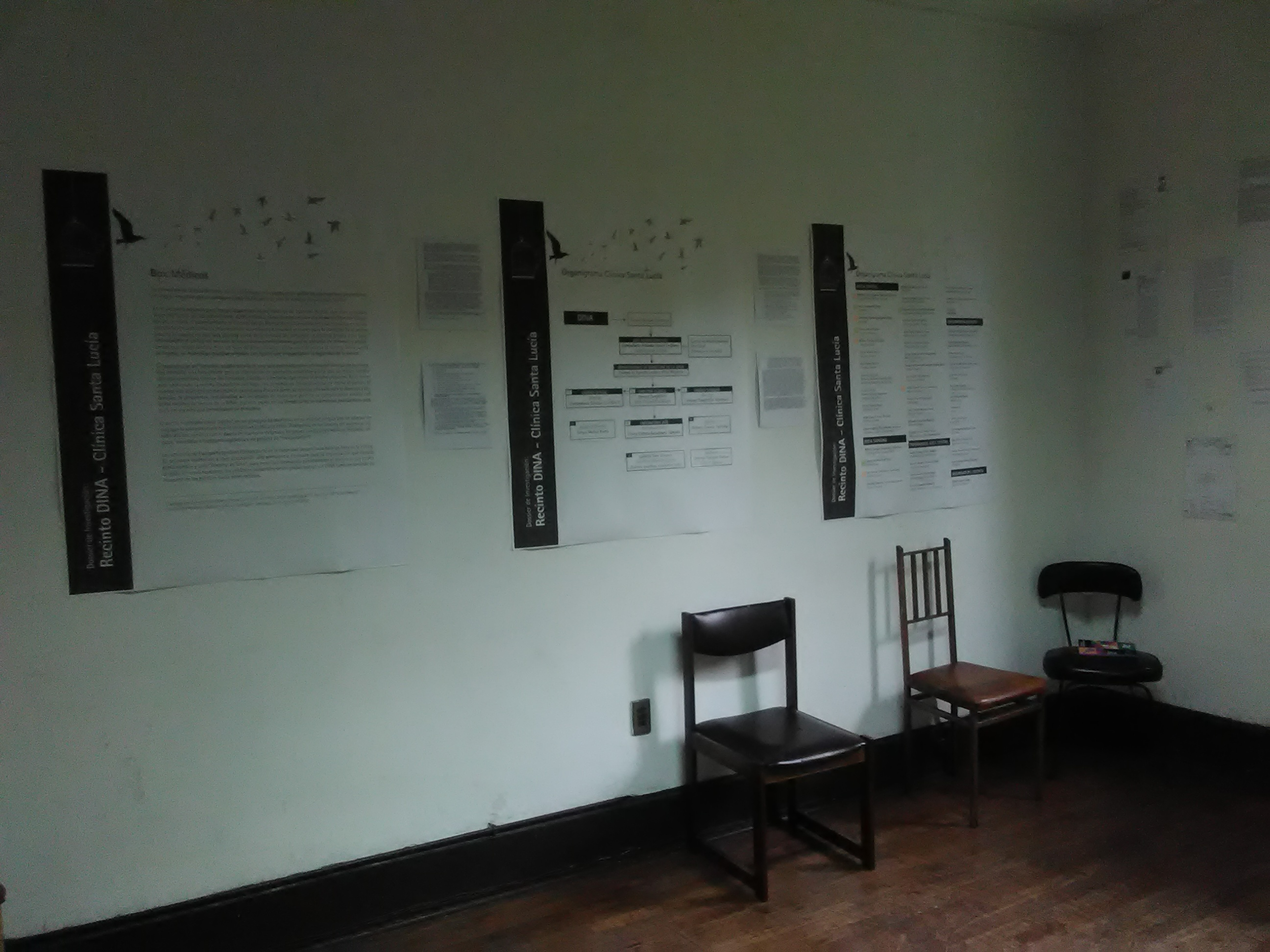
Salón del Museo Clínica Santa Lucía.

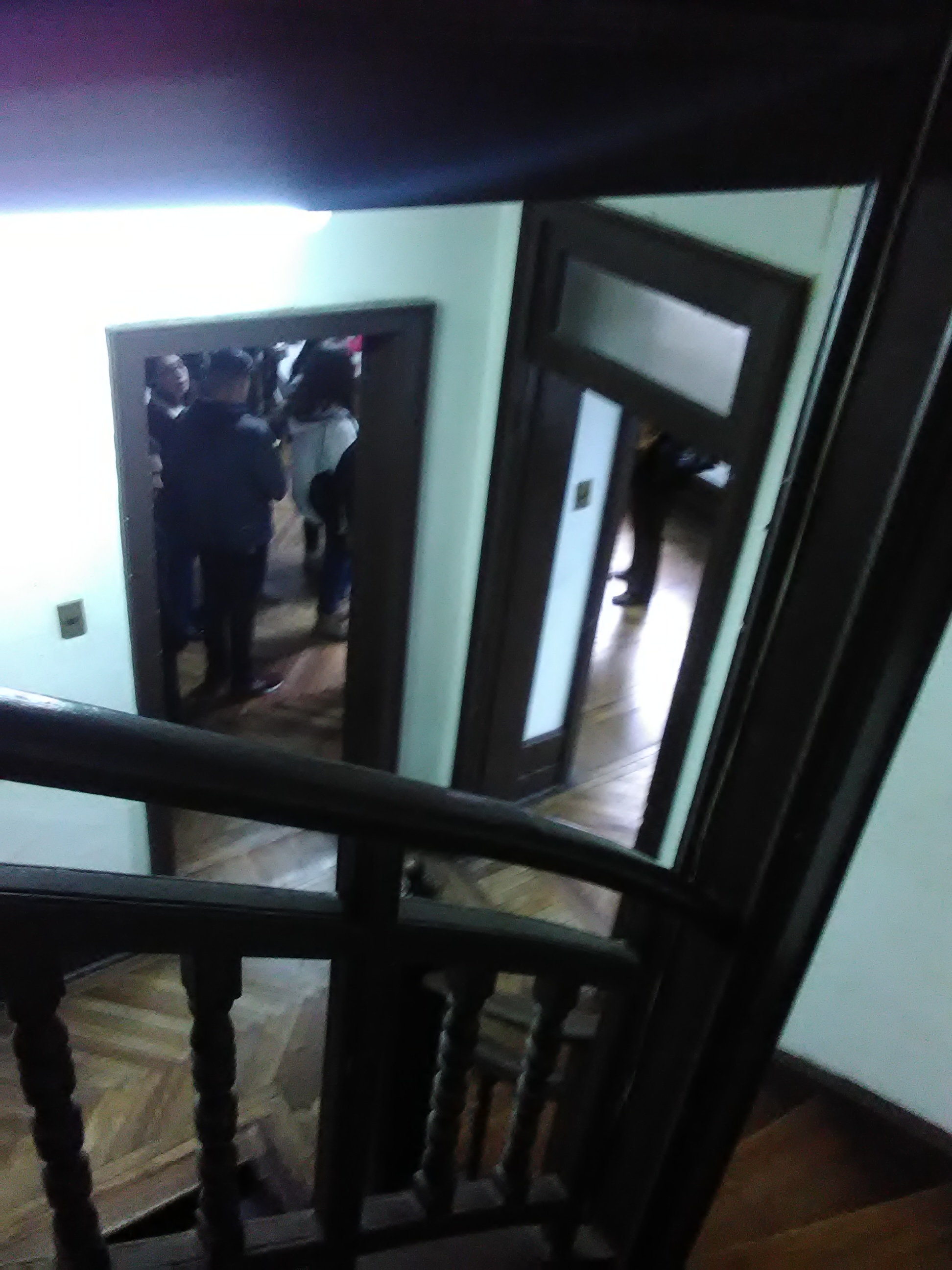
La antigua clínica se adaptó de una casa normal.

Además del tratamiento, los detenidos eran torturados e interrogados en el recinto. 
 "Declaraciones de una detenida revela que después de ser trasladada a esta clínica desde Villa Grimaldi, fue llevada a los pisos inferiores del inmueble, en donde, no obstante su estado de salud, se le aplicó corriente eléctrica. Mas aun, su declaración señala que tanto el personal médico como paramédico la presionaban continuamente para que hablara. Según las denuncias de presos políticos, en el último piso, en forma de buhardilla, también se mantenían algunas celdas."
El objeto principal de la Clínica Santa Lucía era ser un centro de tortura bajo control médico. El sistema de comunicación vía radio que tenía la DINA, los interrogatorios y las consultas eran simultáneas, escuchando uno los gritos de familiares que eran torturados en Villa Grimaldi, y ellos escuchando las condiciones en las cuales uno era maltratado acá. Eran torturas paralelas o organizadas y, en el caso de la Clínica, bajo control médico.
La clínica también se utilizó como centro de exterminio. Algunos de los detenidos fueron asesinados en el mismo centro.
Uno de los aspectos relevantes del centro es la participación directa y activa de personal médico en la tortura de los detenidos. De acuerdo a un informe sobre la situación de los derechos humanos presentado por las Naciones Unidas en 1975 la clínica contaba con al menos 3 doctores. Aunque los testimonios de los detenidos indican que la casa se encontraba siempre llena de gente de la DINA (incluso algunos miembros de provincia alojaban en la casa al llegar a Santiago). El personal médico que participó de las torturas y exterminio jamás ha sido enjuiciado.
"Una clínica clandestina bajo apariencia legal en la calle Santa Lucía, en el centro de Santiago, cerca del Instituto Cultural Chileno-Británico, a la que
se llevan personas malheridas y prisioneros torturados que se encuentran en un estado grave. Esta clínica "legalizada" también trata al personal de la DINA. Su cuerpo médico debe de estar integrado por tres personas, por lo menos. Se dice que los cuidados que pródiga se limitan a desinfectar algunas heridas y a administrar antibióticos, analgésicos y tranquilizantes"

## Distribución y funciones del centro
De acuerdo a lo considerado en el decreto que designó a la exclínica como Monumento Histórico, la distribución del edificio entre 1973 y 1977 fue la siguiente:
| Piso    | Función                                                                           |
| ------- | --------------------------------------------------------------------------------- |
| 1º Piso | Personal administrativo, salas de control e ingreso y de atención pediátrica      |
| 2º Piso | Celdas de prisioneros                                                             |
| 3º Piso | Oficinas de Íngrid Olderöck y de Osvaldo Romo, radiotransmisor y sala de torturas |
| 4º Piso | Celdas de prisioneros y oficina personal de Manuel Contreras                      |
| 5º Piso | Altillo, sala de tortura y lugar de "recuperación"                                |

## Reconocimiento del Centro
Como los detenidos no sabían exactamente dónde se encontraban se debió aproximar la ubicación del lugar. Esto se logró gracias a que uno de los detenidos logró ver uno de los balcones del inmueble mientras se encontraba en su interior y al sonido del tradicional cañonazo de las 12 que se dispara diariamente desde el cerro y era oído por los detenidos.

## Actualidad

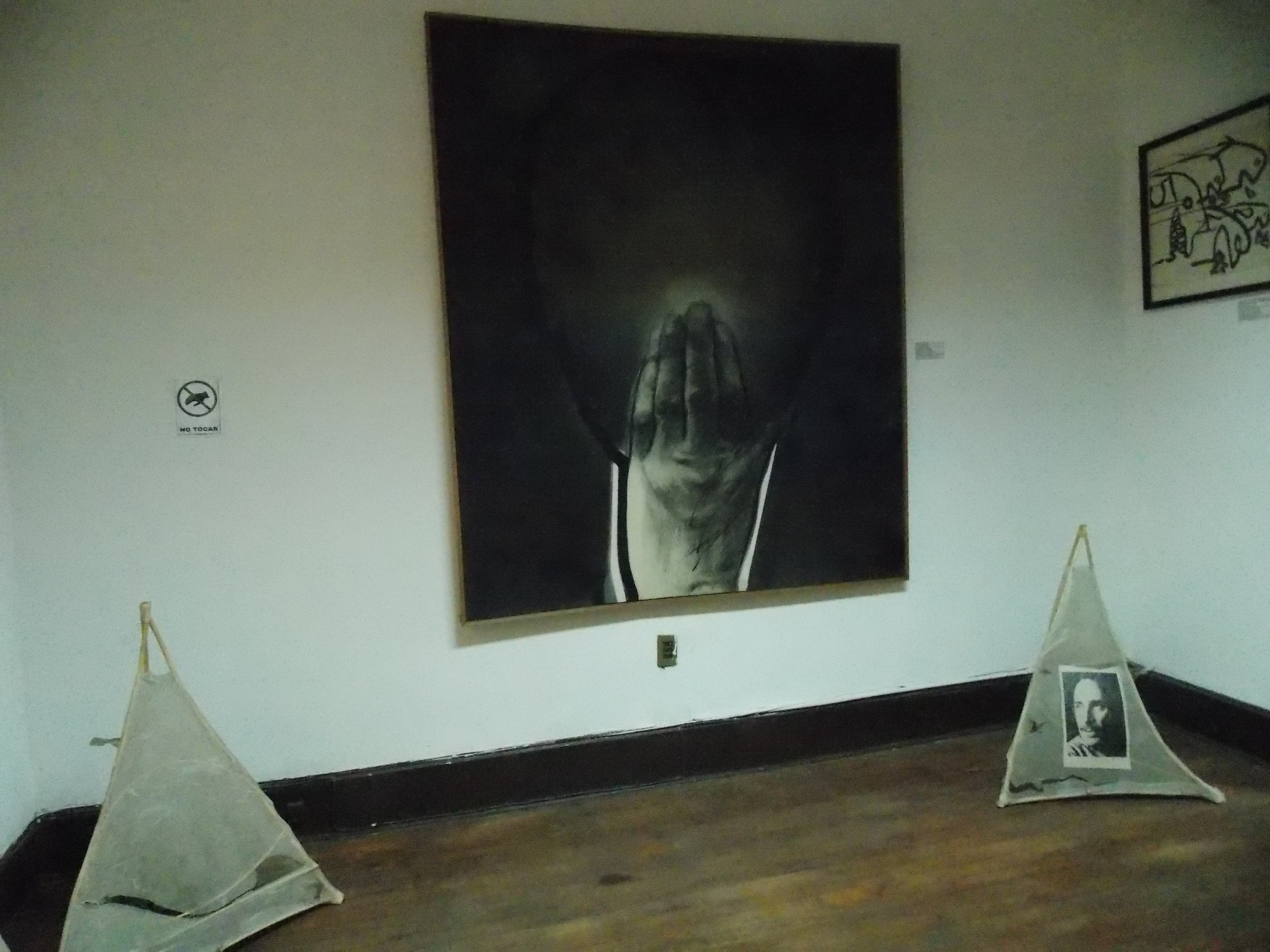
Los salones del Museo Clínica Santa Lucía se usan para exposiciones artísticas

En la actualidad el recinto alberga la exposición de obras relacionadas con la violación de los derechos humanos en Chile. Además, personal voluntario de la Agrupación Sitio de Memoria Ex Clínica Santa Lucía realiza Visitas Guiadas en el lugar. Ocasionalmente se exhiben documentales relacionados con el tema y se guarda un archivo de publicaciones de la comisión que puede ser consultado por el público.